# Седжвик, Эди
Эдит Минтерн «Эди» Седжвик (англ. Edith Minturn «Edie» Sedgwick; 20 апреля 1943 — 16 ноября 1971) — американская актриса, светская львица и наследница, принявшая участие в нескольких фильмах Энди Уорхола в 1960-х, будучи его музой.

## Семья
Эди Седжвик родилась в Санта-Барбаре, штат Калифорния в семье Алисы Делано Де Лес (1908—1988) и Френсиса Минтерна Седжвика (1904—1967) скульптора, филантропа и владельца ранчо. Она была названа в честь тёти её отца, Эдит Минтерн (старшей сестры его матери), которая вместе с мужем Айзеком Ньютоном Фелпс-Стоксом была изображена на известном портрете работы Джона Сингера Сарджента.
Семья Седжвик часто упоминается в истории штата Массачусетс. Седьмой прадед Эди, англичанин Роберт Седжвик, был первым генерал-майором Колонии Массачусетского залива, основанной в Чарлстауне, штат Массачусетс в 1635 году. Семья Эди переехала из Стокбриджа, штат Массачусетс, где её прадед — судья Теодор Седжвик обосновался после Американской Революции. Теодор женился на Памеле Дуайт, которая была дочерью Абигейл (Уильямс) Дуайт. Всё это означает, что Эфрэйм Уильямс, основатель Уильямс-колледжа, был её пятым прадедом. Теодор Седжвик был первым человеком, выигравшим дело по вопросам предоставления свободы чернокожей женщине en:Elizabeth Freeman, согласно Массачусетскому Биллю о правах, объявлявшему, что все люди равны и имеют равные права.
Мать Седжвик была дочерью Генри Вилера Дe Лес (президента и председателя правления Южной Тихоокеанской Железной дороги и прямого потомка Джесси Дe Лес, чья Голландская Вест-Индская компания помогла построить Новый Амстердам). Джесси Дe Лес был также седьмым прадедом Эди. Её дедушка по линии отца был историк en:Henry Dwight Sedgwick; её прабабушка, Сюзанна Шоу, была сестрой Роберта Гулда Шоу, американского полковника времён Гражданской войны; её прапрадед, en:Robert Bowne Minturn, был совладельцем клипера «Flying Cloud», и ему приписывается создание и продвижения Центрального парка в Нью-Йорке. Прапрапрадед Эди, en:William Ellery, был одним из тех, кто подписывал Декларацию независимости Соединённых Штатов. Она была кузиной актрисы Киры Седжвик, а также актёра Роберта Седжвика — Кира, отец Роберта и Эди были кузенами.
Эди Седжвик в 1963—1964 г. обучалась в Кембриджском университете на факультете искусств по специальности скульптор.

## Фабрика Энди Уорхола
В марте 1965 года, на квартире Лестера Перского Седжвик встретила художника и арт-хаусного режиссёра Энди Уорхола. Вместе со своим другом Чаком Вейном она начала регулярно посещать «Фабрику» (The Factory). В одно из этих посещений Эди попала на съёмку уорхоловской интерпретации романа «Заводной апельсин» «Винил» (Vinyl). Несмотря на то, что все роли в «Виниле» были мужскими, Уорхол дал роль и Эди. Затем Эди снялась в другом фильме Уорхола — «Конь», в котором она появилась к концу фильма. Хотя роли Седжвик в обоих фильмах были невелики, они произвели большое впечатление на зрителей, и Уорхол решил создать картину, в которой она будет играть главную роль.
Первый из тех фильмов, «Богатая бедняжка» (Poor Little Rich Girl), был первоначально задуман как часть ряда фильмов, повествующих об Эди, под названием «Сага о Богатой Бедняжке». Ряд включал в себя фильмы «Богатая Бедняжка», «Ресторан», «Лицо» и «День». Съемки «Богатой Бедняжки» началась в марте 1965 года в квартире Седжвик. Первая часть фильма показывает пробуждающуюся Седжвик, заказывающую кофе и апельсиновый сок и делающую макияж под музыку Everly Brothers. Из-за проблем с линзой камеры картинка в первой части была не сфокусирована. Во второй части Седжвик курит сигареты, разговаривает по телефону, примеряет одежду и рассказывает, как она провела последние шесть месяцев.
30 апреля 1965, Уорхол взял Седжвик, Чака Вейна и Джерарда Малангу на открытие своей выставки в Галерее Соннабенд в Париже. После возвращения в Нью-Йорк, Уорхол попросил своего сценариста Рона Тавэля написать сценарий для Эди Седжвик. Результатом была «Кухня», в которой главную роль играла Седжвик, а также снимались Рене Рикар, Роджер Трудео, Дональд Лионс и Электра. После «Кухни», Чак Вейн сменил Тавэля как сценариста и помощника директора для съемки «Beauty № 2», в котором Седжвик появилась с Джино Пизеркио. Премьера «Beauty № 2» состоялась в Синематеке Film-Makers в кинотеатре «Астория» 17 июля.
Хотя фильмы Уорхола не имели коммерческого успеха и редко показывались вне Фабрики, но, поскольку популярность Седжвик возрастала, серьёзные авторитетные издания начали печатать статьи о её появлениях в фильмах Уорхола и о её необычном стиле, выражавшемся в сочетании чёрных трико, мини-платьев и огромных серёжек, свисающих до плеч. Кроме того, Седжвик обрезает свои волосы и окрашивает их (натурально-шоколадные) серебряным спреем, добиваясь платинового блонда. Уорхол окрестил Эди своей «Суперзвездой», а в прессе появляются фотографии, где они запечатлены вместе на выходах в свет.
В течение 1965 года Седжвик и Уорхол сделали вместе ещё несколько фильмов: «Внешнее и внутреннее пространство», «Тюрьма», «Лупе» и «Девочки из Челси». Однако, к концу 1965 года их отношения ухудшились, в частности из-за того, что она употребляла слишком много кокаина и метамфетамина, и Седжвик попросила Уорхола больше не показывать ни один из её фильмов и даже удалить из фильма «Девочки из Челси» кадры с её участием. Сцены с Эди были заменены на сцены с Нико, с цветными огнями, спроектированными на её лице и музыкой The Velvet Underground, играющей на заднем плане. Кадры с Седжвик должны были войти в фильм «Полдень».
Считается, что «Лупе» (картина о трагической судьбе актрисы Лупе Велес) — это последний фильм, снятый Уорхолом вместе с Эди, однако Седжвик позже снялась в картине «История Энди Уорхола» с Рене Рикаром в 1966 году, то есть на следующий год после съёмок «Лупе». «История Энди Уорхола» так и осталась необнародованной картиной, показанной лишь однажды на «Фабрике». В фильме показывается Седжвик с Рикаром, пытавшимся спародировать Уорхола. Этот фильм, видимо, был потерян или уничтожен.

## Боб Дилан и Боб Ньювирт
Покинув круг общения Энди Уорхола, Седжвик поселилась в отеле «Челси», где сблизилась с Бобом Диланом. По слухам она была вдохновительницей оригинального альбома Дилана 1966 года Blonde on Blonde, его песни «Just Like a Woman» и хита «Leopard-Skin Pill-Box Hat». Это также значило, что фраза «ваша дебютантка» из песни «Stuck Inside of Mobile with the Memphis Blues Again» относилась к ней. В конце концов друзья Дилана убедили Седжвик подписать контракт с его менеджером Альбертом Гроссманом. Отношения Седжвик с Диланом закончились, когда она узнала, что Дилан тайно обручился с Сарой Лоундс. Очевидно, Седжвик узнала об этом от Уорхола во время ссоры в ресторане Gingerman в феврале 1966 года.
Согласно Полу Моррисси Седжвик сказала: «Они <(люди Дилана)> собираются снимать фильм, и я буду играть там с Бобби». Внезапно у неё началось «Бобби то, Бобби сё», и все поняли, что Эди без ума от него. Энди Уорхол, услышав в офисе своего адвоката, что Дилан уже в течение нескольких месяцев был тайно женат на Саре Лоундс, рискнул спросить: «Эди, ты знала, что Боб Дилан женат?» Она задрожала. Они поняли, что она действительно думала о серьёзных отношениях с Диланом.
За несколько недель до премьеры скандально известного фильма «Я соблазнила Энди Уорхола», названного газетой The Village Voice «Эди для чайников», а именно 29 декабря 2006 года компания «Вайнштейн» (Weinstein Company) и производители фильма взяли интервью у старшего брата Седжвик, Джонатана, который утверждал, что она «сделала аборт от (видимо) Боба Дилана».
Джонатан Седжвик, отставной проектировщик самолётов, вылетел из штата Айдахо в Нью-Йорк для того, чтобы встретиться со знаменитой актрисой, Сиенной Миллер, играющей его умершую сестру, и дать детальное восьмичасовое видеоинтервью о подразумеваемой связи между Эди и Диланом, которое дистрибьютор быстро обнародовал. Джонатан утверждал, что Эди сделала аборт вскоре после ужасного случая, когда «Эди была сильно травмирована в результате столкновения мотоцикла и попала в больницу. В результате несчастного случая, доктора отправили её в психиатрическую больницу, где она лечилась от наркотической зависимости». Однако не существует ни отчётов из больницы, ни семейных документов, которые могли бы подтвердить эту теорию. Тем не менее брат Эди также утверждал, что «персонал больницы обнаружил, что она была беременна, но, боясь, что ребёнок родится с увечьями из-за анорексии и наркотической зависимости, вынудил её сделать аборт».
Однако, согласно личным медицинским отчетам Эди Седжвик и кассете с записью истории её жизни, сделанной менее чем за год до смерти Эди для фильма «Чао! Манхэттен», единственный аборт Седжвик сделала в возрасте 20 лет, в 1963 году, а в течение большей части 1965 года она встречалась не с Бобом Диланом, а с его лучшим другом Бобом Ньювиртом. В это время она и подсела на барбитураты. Хотя Эди экспериментировала с запрещёнными веществами, включая опиаты, нет никакого письменного свидетельства, что Седжвик когда-либо находилась в героиновой зависимости. В начале 1967 года, Ньювирт, неспособный больше справляться со злоупотребляющей лекарствами Седжвик и её беспорядочным поведением, прекратил их отношения.

## Последние годы
Седжвик проходила кастинг на роль в пьесе Нормана Мейлера The Deer Park, но Мейлер посчитал, что она «не была очень хороша… Она вкладывала слишком много себя в пьесу, так что мы знали, что ею пожертвуют после первых трёх выступлений».
В апреле 1967 года Седжвик приступила к съёмкам в андерграундном фильме «Чао! Манхэттен». После того, как первая часть фильма была отснята в Нью-Йорке, соруководители Джон Палмер и Дэвид Вейсман продолжали делать фильм в течение следующих пяти лет.
Быстро ухудшающееся здоровье Седжвик заставило её вернуться к своей семье в Калифорнию, чтобы пройти курс лечения в нескольких психиатрических больницах. В августе 1969 года она была госпитализирована в психиатрическое отделение больницы Коттэдж (Cottage Hospital), после ареста местной полицией за хранение наркотиков.
Во время лечения в больнице она встретила Майкла Бретта Поста, за которого вышла замуж в июле 1971 года. Седжвик снова легла в больницу летом 1970 года, но была выписана под присмотром психиатра, двух медсестер, сожителя — на попечение кинопродюсера Джона Палмера и его жены Джанет. Твёрдо настроенная закончить «Чао! Манхэттен» и рассказать свою историю, Седжвик записала несколько аудиокассет, на которых она размышляла о прожитой ею жизни и которые Вайсман и Палмер добавили в фильм, чтобы смешать фактическую действительность с драматической линией в фильме.

## Смерть
Выйдя замуж за Поста, Седжвик прекратила пить и злоупотреблять наркотиками. Её воздержание длилось до октября, когда ей выписали болеутоляющие лекарства, чтобы прекратить физические боли. Она оставалась на попечении доктора Веллса, который предписал ей барбитураты, но она требовала больше таблеток или говорила, что потеряла их, чтобы получить ещё. Седжвик часто комбинировала таблетки с алкоголем.
Ночью 15 ноября 1971 года Седжвик пошла на модный показ в Музее Санта-Барбары, часть которого была снята для телевизионного шоу «Американская семья». После показа она пошла на вечеринку и, предположительно, подверглась нападению пьяного гостя, который назвал её наркоманкой. Седжвик позвонила Посту, который прибыл на вечеринку и, видя, что она была встревожена обвинениями, забрал её и отвёз в квартиру. По пути домой Седжвик размышляла о том, как несовершенен их брак. Прежде чем они оба заснули, Пост дал Эди предписанное ей лекарство. Согласно Посту, она быстро заснула, но её дыхание было «плохим — как если бы в её лёгких была большая дыра», однако он приписал это привычке Эди курить сигареты одну за одной и лёг спать.
Когда Пост проснулся следующим утром, Эди была мертва. Следователь, курирующий дело о смерти Седжвик, назвал это «неопределенным, несчастным случаем/самоубийством». Зафиксированное время смерти — 9:20 утра. В свидетельстве о смерти сказано, что непосредственной причиной смерти стало «вероятное острое опьянение барбитуратами» на фоне опьянения этанолом. Уровень алкоголя в крови Седжвик был равен 1 промилле, а уровень барбитурата — 0,48 промилле. Ей было 28 лет.
Эди была похоронена на маленьком Кладбище Oak Hill в Балларде, Калифорния в простой могиле. Её надгробный камень гласит «Эдит Седжвик Пост — Жена Майкла Бретта Поста, 1943—1971». Семья присутствовала на её похоронах.

## В искусстве

### В музыке
- Группа The Cult написала песню о её жизни, названную «Эди (Чао, крошка)» («Edie (Ciao, Baby)») и вошедшую в их альбом 1989 года Sonic Temple. Она была выпущена в качестве сингла, и на неё был снят клип, где Эди играл её двойник. На обложке была знаменитая фотография из фотосессии для обложки фильма Ciao! Manhattan.
- James Ray & The Performance выпустили песню, названную «Эди Седжвик», на стороне «Б» 12-дюймовой пластинки их первого сингла «Mexico Sundown Blues». Ремейк был зарегистрирован на LP Джеймса Рэйса Гангвара, из группы Psychodalek, и был назван «Эди».
- Furious Apples, английская инди-группа из Ковентри (активны в 1981—1985 гг), написала песню о Седжвик, названную «Girl on Fire», которая вошла в альбом 1985 года Something Stirs. Также группа записала необнародованный трек, содержащий семплы из уорхоловских скринтестов Седжвик.
- Edie Brickell & New Bohemians написали песню о Седжвик «Little Miss S», вошедшую в альбом 1988 года Shooting Rubberbands at the Stars.
- Песня «Femme Fatale» группы The Velvet Underground (из альбома The Velvet Underground & Nico), спетая Nico, — это ода Эди.
- Так же, как и песни Дилана «Just Like a Woman» и «Leopard-Skin Pill-Box Hat» были, согласно заявлению, написаны о Седжвик, так и альбом 1966 года Blonde on Blonde, вероятно, содержит множество ссылок на Эди, как например в песнях «Most Likely You Go Your Way (And I'll Go Mine)», «Stuck Inside of Mobile with the Memphis Blues Again». Некоторые полагают, что песня «Like a Rolling Stone» была также вдохновлена Седжвик, с цитатами «Наполеон в тряпках», «Дипломат» на его «хромированном коне», отсылающими к Энди Уорхолу. Она и Дилан имели отношения (согласно официальной версии — несексуального характера) до его брака в 1965 году, то есть того же года, когда была написана первая песня.
- Английская инди-группа The Long Blondes упоминает Седжвик в припеве песни «Lust in the Movies».
- Филадельфийский «Бард с Южной Улицы», Кенн Кведер, записал песню «Edie Sedgewick» на одноимённом альбоме.
- Альтернативная рок-группа Dramarama[англ.] использовала фотографию Седжвик для обложки альбома Cinéma Vérité. В песне «All I Want» упоминается Эди Седжвик Пост. Dramarama также записала ремейк песни The Velvet Underground «Femme Fatale», вошедший в Cinéma Vérité и дебютный EP Comedy.
- Джастин Мойер (прежде игравший в группе El Guapo/Supersystem) создал сольный проект, в котором он переодевается в Эди[17].
- Чикагский электронный дуэт Microfilm упоминает Эди в тексте песни: «Edie Sedgewick in my Warhols» в их песне (Am I Ever Gonna Fall Apart in),NYC?,на b-стороне их дебютного сингла Young Adult Fiction[18].
- В видео британского певца Will Young на ремейк песни группы The Doors «Light My Fire» Эди играет модель Fanni Bostrom. Видео частично основано на последнем фильме Эди Ciao! Manhattan.
- У французской певицы Alizée (Ализе) есть песня «Fifty-Sixty», «сюжет» которой разворачивается вокруг взаимоотношений Эди с Энди Уорхолом. В 2010 году она выпускает концептуальный альбом Une Enfant du Siècle (фр. «Дитя века»), посвящённый Эди.
- Lloyd Cole и the Commotions написали песню об Эди, названную «Grace» и вошедшую в их альбом 1985 года Easy Pieces.
- The Dream Academy посвятила Эди Седжвик песню «Girl in a Million» на их релизе Three Steps Past the Edge of Forever 1997 года.
- Лондонское шоу музыканта Питера Глэм «The Journey» было вдохновлено разорением Эди Седжвик и содержит ссылки на знаменитый макияж Эди.
- Мадонна играет персонаж, вдохновлённый Эди, в её сингле 1992 года «Deeper and Deeper».

### В кино
- В 1980-х, согласно статье журнала Interview 1985 года, Уоррен Битти купил права на экранизацию жизни Эди и планировал снять фильм с Молли Рингуолд в главной роли. Статья 1988 года в журнале Vogue сообщает, что фильм назван «The War at Home» и примерно базируется на жизни Седжвик в «Фабричные дни». Её должна была играть Линда Фиорентино. Сюжет основан сценарии Джона Бирума о человеке рабочего класса, который очарован Эди. Фильм так и не был снят.
- Режиссёр Майк Николс и актриса Натали Портман рассматривали возможность создать фильм об Эди и Энди, но всё же решили снять адаптацию пьесы Патрика Марбера «Closer»[19].
- Сиенна Миллер сыграла Седжвик в фильме «Я соблазнила Энди Уорхола» (Factory Girl), беллетризованной картине о её жизни, выпущенном в декабре 2006 года. В фильме Уорхол изображается как неисправимый циник, который и привёл Эди к психическим отклонениям и позднее к смерти. Его сыграл Гай Пирс, а Хейден Кристенсен играет Билли Куинна: очевидное скопление различных персонажей, в котором тем не менее угадывается Боб Дилан. Дилан подал в суд за клевету на режиссёра фильма, Джорджа Хикенлупера, так как, по его мнению, в фильме изображается, что именно он привёл Эди к окончательному упадку и смерти. Вдовец Эди, Майкл Бретт Пост, появляется в одной из финальных сцен фильма в качестве водителя такси[20].
- Несмотря на краткость её появления, Эди присутствует в фильме Оливера Стоуна «Дорз», где её играла Дженнифер Рубин в сцене, когда Джим Моррисон, играемый Вэлом Килмером, встречается с Энди Уорхолом на вечеринке, на Фабрике.
- В фильме «Меня там нет», основанном на жизни Боба Дилана, появляется Эди-подобный персонаж, которого сыграла Мишель Уильямс.

### Другие упоминания
- В 2004 году в Нью-Йорке состоялась премьера спектакля «Энди и Эди», написанного и спродюсированного Питером Браунштайном[21]. Роль Эди Седжвик сыграла Миша Седжвик, которая не является родственницей Эди, но по ошибке была упомянута в СМИ как её племянница.
- Одно из стихотворений Патти Смит в её книге «Седьмое Небо» (1972) называется «Эди Седжвик».
- Для майского выпуска журнала Madame Figaro (еженедельное приложение к газете Le Figaro) Карл Лагерфельд сделал фотосессию под названием «Factory Story», где в образе Эди он запечатлел Ванессу Паради[22].
- В 2010 году запланирован выход документального фильма «Edie: Girl on Fire», режиссёр фильма, Дэвид Вейсман — соавтор одноимённой книги об Эди.

## Фильмография
- Конь. Horse (без слов, 1965)
- Винил. Vinyl (без слов, 1965)
- Стерва. Bitch (1965)
- Screen Test No.1 (1965)
- Screen Test No.2 (1965)
- Богатая Бедняжка. Poor Little Rich Girl (1965)
- Лицо. Face (1965)
- Ресторан. Restaurant (1965)
- Кухня. Kitchen (1965)
- Полдень. Afternoon (1965)
- Beauty No. 1 (1965)
- Beauty No. 2 (1965)
- Космос. Space (1965)
- Фабричные Дневники. Factory Diaries (1965)
- Внешнее и Внутреннее Пространства. Outer and Inner Space (1965)
- Тюрьма. Prison aka Girls In Prison (1965)
- Льюп. Lupe (1966)
- История Энди Уорхола. The Andy Warhol Story (1966)
aka The Four Star Movie (1966/67)
- Дневники, Заметки и Наброски. Diaries, Notes and Sketches (1970)
- Чао! Манхэттен. Chao! Manhattan (1972)